# 弗罗德·安德森
弗罗德·安德森（挪威語：Frode Andresen，1973年9月9日—），挪威男子冬季两项、越野滑雪运动员。他曾代表挪威参加1998年、2002年和2006年冬季奥林匹克运动会冬季两项比赛，共获得一枚金牌、一枚银牌和一枚铜牌。